# Cayos Arcas

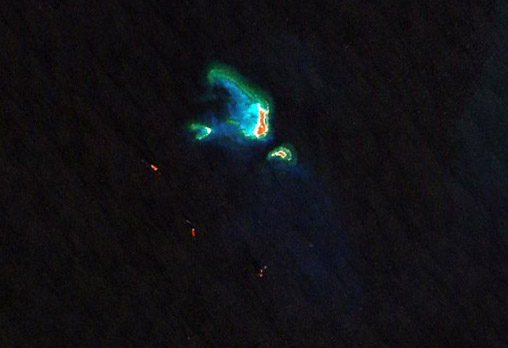
Cayos Arcas en Campeche, México,

Cayos Arcas es una cadena de tres pequeños cayos de arena y un arrecife situados en el Golfo de México. Está localizado aproximadamente a 130 kilómetros de la costa, al oeste de Campeche.
Las islas están deshabitadas y carecen de estructuras excepto por un faro localizado en una de las islas. La vegetación en las islas es escasa, consiste en arena, arbustos y hierbas. Actualmente sirve como marca navegacional. Una extensa cadena de estaciones de petróleo en el sistema arrecifal de las Arcas está localizada al sur de las islas. Las plataformas de las Arcas están entre las más largas productoras de petróleo en el golfo.